# Nina Young
Nina Young (Perth, 1966) è un'attrice australiana.

## Biografia
Nina è nata da Peter Young, uomo d'affari di Perth, e Tania Verstak, donna di origine russa che è stata eletta Miss Australia nel 1961 e Miss International nel 1962. Nel 1997 ha interpretato Tamara Steele in Il domani non muore mai mentre nel 2001, ha recitato in Harry Potter e la pietra filosofale, film nel quale ha interpretato uno dei fantasmi di Hogwarts, la Dama Grigia di Corvonero. Ha inoltre interpretato la segretaria di Pegasus in Johnny English e la dea Era nel rifacimento del film Scontro tra titani del 2010. Per quanto riguarda le apparizioni televisive, la possiamo ricordare nel ruolo di Alison, in un episodio della seconda serie della sitcom della BBC Joking Apart. Nel 1998, inoltre, ha interpretato la professoressa Rowe negli adattamenti televisivi di Demon Headmaster.

## Filmografia

### Cinema
- Bach & Variations (1994)
- England, My England (1995)
- Il domani non muore mai (Tomorrow Never Dies) (1997)
- Sliding Doors (1998)
- Harry Potter e la pietra filosofale (Harry Potter and the Sorcerer's Stone) (2001)
- Warriors angels - Lame scintillanti (Warrior Angels) (2002)
- Johnny English (2003)
- Cose da fare prima dei 30 (Things to Do Before You're 30) (2005)
- La maga delle spezie (The Mistress of Spices) (2005)
- X-Mass (2005)
- Scontro tra titani (Clash of the Titans) (2010)
- First Time - cortometraggio (2010)
- Payback Season (2012)
- The Magnificent Eleven (2013)

### Televisione
- Freddie and Max – serie TV, un episodio (1990)
- Eye Contact – film TV (1991)
- Two Golden Balls – film TV (1994)
- Joking Apart – serie TV, un episodio (1995)
- Game On! (Game-On) – serie TV, un episodio (1995)
- Frontiers – serie TV (1996)
- Pilgrim's Rest – serie TV (1997)
- The Demon Headmaster – serie TV, 6 episodi (1998)
- Le nuove avventure di Robin Hood (The New Adventures of Robin Hood) – serie TV, 2 episodi (1998)
- Metropolitan Police (The Bill) – serie TV, un episodio (1998)
- Big Bad World – serie TV, 3 episodi (1999)
- Take a Girl Like You – film TV (2000)
- Dark Realm – serie TV, un episodio (2001)
- Perfect World – serie TV, un episodio (2001)
- Randall & Hopkirk – serie TV, un episodio (2001)
- Casualty – serie TV, un episodio (2003)
- Out of the Ashes, regia di Joseph Sargent – film TV (2003)
- Doctors – serie TV, 3 episodi (2004-2013)
- Tripping Over – serie TV, un episodio (2006)
- Uncle Dad – serie TV (2006)
- Parents of the Band – serie TV, 4 episodi (2008-2009)
- Honest – serie TV, 2 episodi (2008)
- Off the Hook – serie TV, un episodio (2009)
- Rosamunde Pilcher – serie TV, un episodio (2013)